# Hàng không năm 1966
Đây là danh sách các sự kiện hàng không nổi bật xảy ra trong năm 1966:

## Chuyến bay đầu tiên

### Tháng 1
- 24 tháng 1 - Learjet 24
- 27 tháng 1 - Fairchild FH-227

### Tháng 2
- 23 tháng 2 - Dornier Do 28 D-INTL

### Tháng 3
- 5 tháng 3 - Lockheed D-21 Drone
- 17 tháng 3 - Bell X-22
- 18 tháng 3 - Wassmer WA-50

### Tháng 4
- 12 tháng 4 - Pilatus PC-7
- 29 tháng 4 - Neiva Universal (PP-ZTW)

### Tháng 7
- 12 tháng 7 - Northrop M2-F2

### Tháng 8
- 2 tháng 8 - Sukhoi Su-17 nguyên mẫu Su-7IG
- 12 tháng 8 - Learjet 25
- 31 tháng 8 - Hawker Siddeley Harrier

### Tháng 10
- 21 tháng 10 - Yakovlev Yak-40

### Tháng 11
- 7 tháng 11 - Pilatus PC-11

### Tháng 12
- 6 tháng 12 - ChangKong-1
- 21 tháng 12 - X-23 PRIME
- 23 tháng 12 - Dassault Mirage F1

## Bắt đầu hoạt động
Tháng 1
- 7 tháng 1 - SR-71 Blackbird trong Không quân Hoa Kỳ
- 20 tháng 1 - Short Belfast trong Phi đội số 53 RAF

Tháng 7
- Vickers VC10 trong Phi đội số 10 RAF
- 1 tháng 7 - Fairchild FH-227 trong Mohawk Airlines

Tháng 9
- Hawker Siddeley Andover trong Phi đội số 46 RAF